# 前田美優 (卓球選手)
前田 美優（まえだ みゆ、1996年6月18日 - ）は、日本の女子卓球選手。香川県出身。左利き。 日本生命レッドエルフ所属。前陣速攻型。ITTF世界ランキング最高位は40位。段級位は7段。
田添健汰とのペアで全日本卓球選手権大会混合ダブルス優勝3回。2017年ドイツデュッセルドルフで開催された第54回世界卓球選手権個人戦に田添との混合で出場した。

## 来歴
5歳で父が指導する高瀬クラブに兄弟の影響で卓球を始める。三豊市立吉津小学校5年の時に出場した全日本卓球選手権大会で、大学生選手を相手に1999年の福原愛以来の1勝を上げ、愛ちゃん3世として注目を浴びる。
2009年4月、同じ左利きの石川佳純に憧れ、石川の母校の四天王寺羽曳丘中学校に入学。同時にミキハウスジュニアスポーツクラブでも腕を磨く。
2012年4月、希望が丘高等学校に進学。
2015年、同郷で憧れだと語る若宮三紗子が所属していた日本卓球リーグの日本生命（現Tリーグ・日本生命レッドエルフ）に加入。
2021年9月8日、現役の引退を発表。

## プレースタイル
前陣速攻型。バックハンドが得意。

## 主な戦績
2005年
- 全日本卓球選手権大会カブの部 優勝[1]

2006年
- 全日本卓球選手権大会カブの部 優勝（二連覇）[1]

2007年
- 全日本卓球選手権大会ホープスの部 優勝[1]

2009年
- 全日本卓球選手権大会カデットの部 13歳以下女子シングルス 優勝
- 全国中学校卓球大会 女子シングルス 優勝

2010年
- 全日本卓球選手権大会カデットの部 14歳以下女子シングルス 優勝[1]
- 全国中学校卓球大会 女子シングルス 優勝（二連覇）
- 世界ジュニア卓球選手権（団体）優勝[1]

2012年
- 第81回全国高等学校総合体育大会（インターハイ） 女子シングルス 優勝

2013年
- 平成24年度全日本卓球選手権大会 混合ダブルス 優勝（田添健汰と）

2014年
- 第83回全国高等学校総合体育大会（インターハイ） 女子シングルス 優勝、女子ダブルス優勝（趙甜甜ペア）
- ITTFワールドツアー チリオープン シングルス優勝[6]
- ITTFワールドツアー ロシアオープン ダブルス 準優勝（佐藤瞳と）
- ITTFワールドツアー スウェーデンオープン U21 準優勝[1]
- 世界ジュニア卓球選手権（団体）準優勝[1]
- ITTFワールドツアーグランドファイナル U21 準優勝[1]

2015年
- 平成26年度全日本卓球選手権大会 混合ダブルス 3位（田添健汰と）女子シングルス 3位
- ITTFワールドツアー ベラルーシオープン ダブルス 優勝（森さくらペア）
- ITTFワールドツアー 韓国オープン U21 準優勝[1]
- USオープン シングルス優勝、ダブルス優勝（森さくらペア) U21 優勝[7]
- ITTFワールドツアー オーストラリアオープン U21 準優勝[1]
- 第24回日本卓球リーグ・ビッグトーナメント 女子シングルス 準優勝

2016年
- 平成27年度全日本卓球選手権大会 混合ダブルス 優勝（田添健汰と）
- 全日本社会人選手権 女子シングルス 3位 女子ダブルス 3位（田代早紀と）

2017年
- 平成28年度全日本卓球選手権大会 混合ダブルス 優勝（田添健汰と）

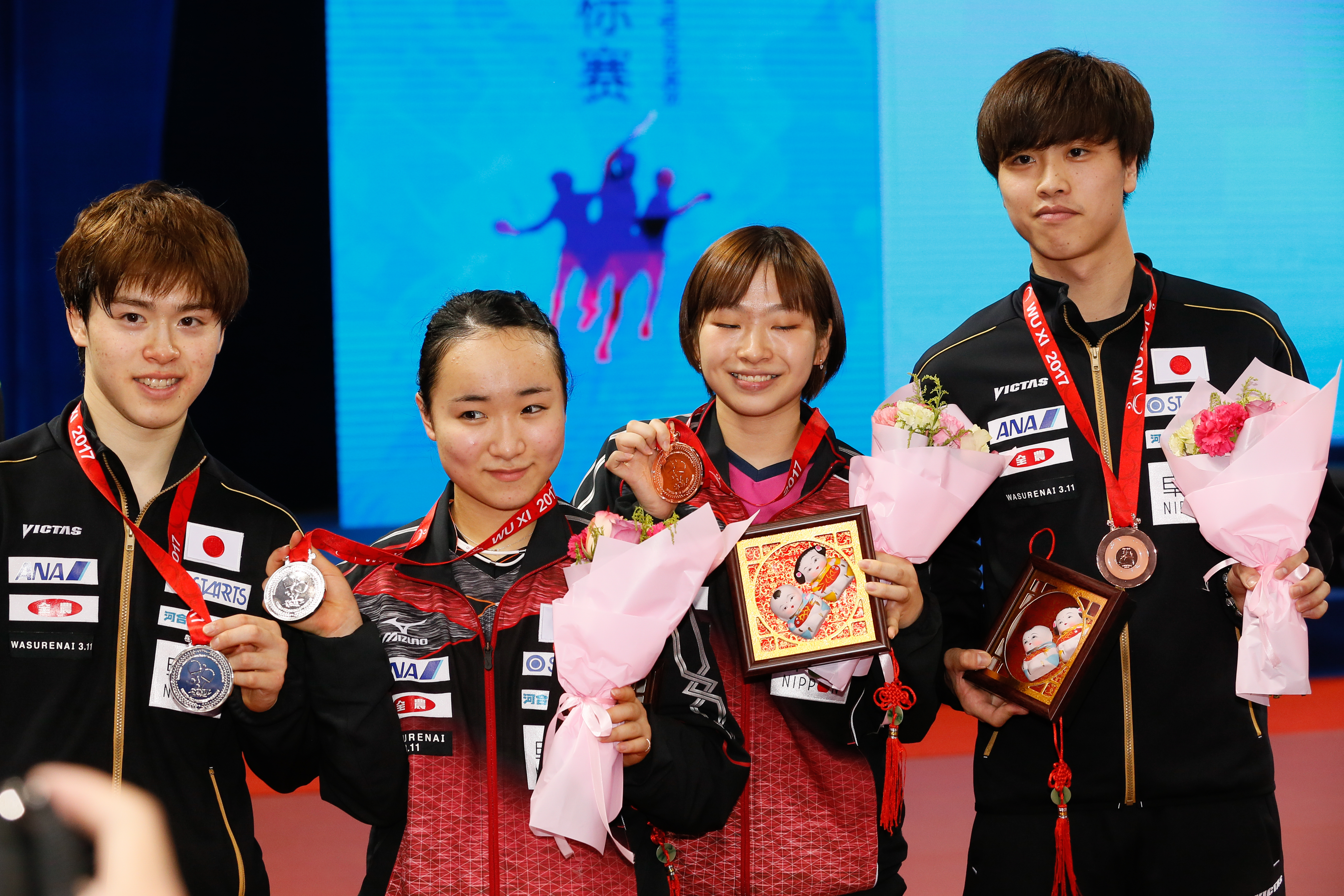
2017年アジア選手権にて（右から2人目が前田美優）

- 第23回アジア卓球選手権 混合ダブルス 3位 （田添健汰と）
- ITTFワールドツアー オーストリアオープン U21 準優勝
- ITTFチャレンジシリーズ ポーランドオープン ダブルス準優勝（加藤美優と）

2018年
- 全日本卓球選手権大会 女子ダブルス 3位（田代早紀と）

## Tリーグの成績
| 年      | 所属チーム | 背番号 | 種目     | 試合数 | 勝利 | 敗戦 | 種目     | 試合数 | 勝利 | 敗戦 | ペア                       |
| ------- | ---------- | ------ | -------- | ------ | ---- | ---- | -------- | ------ | ---- | ---- | -------------------------- |
| 2018-19 | 日本生命   | #7     | シングル | 12     | 6    | 6    | ダブルス | 0      | 0    | 0    |                            |
| 2019-20 | 日本生命   | #7     | シングル | 4      | 0    | 4    | ダブルス | 13     | 8    | 5    |                            |
| 2020-21 | 日本生命   | #7     | シングル | 0      | 0    | 0    | ダブルス | 18     | 13   | 5    | 平野美宇 5-1、赤江夏星 8-4 |

## 受賞
- 平成28年度前期日本卓球リーグ1部 優秀ペア賞(田代早紀と)[8]
- 平成28年度後期日本卓球リーグ1部 優秀ペア賞(田代早紀と)[9]